# Tripodie
Tripodie (griechisch τριπόδειος tripodeios „dreifüßig“) ist in der Verslehre eine aus drei Versfüßen bestehende metrische Einheit. 
Als Versmaß bezeichnet Tripodie (oder auch Ternar) einen aus drei Versfüßen bestehender Vers.
In metrischer Notation wird die Tripodie durch die hochgestellte Zahl 3 nach der Abkürzung des Versfußes gekennzeichnet.
Beispiel ist der Ithyphallikos, ein attisches Versmaß, das als trochäische Tripodie (—◡ | —◡ | —◡, tr3) interpretiert werden kann.
In der lateinischen Literatur finden sich Beispiele für:
- Ithyphallikos bei Plautus
- Kretische Tripodie (cr3) nach dem Schema —×— | —◡— | —◡× bei Plautus und Terenz
- Bacchische Tripodie (ba3), katalektisch nach dem Schema ×—— | ×—— | ×◠ bei Plautus und akatalektisch nach dem Schema ×—— | ×—— | ×—◠ bei Plautus und Caecilius Statius

In der akzentuierenden Metrik moderner Sprachen wie dem Deutschen entspricht der Tripodie der Dreiheber.